# ديفيد زوكرمان
ديفيد زوكرمان هو سياسي أمريكي، ولد في 16 أغسطس 1971 في بوسطن في الولايات المتحدة. نشط حزبياً في Vermont Progressive Party ‏. وقد انتخب عضو مجلس ولاية فيرمونت ‏ وانتخب Lieutenant Governor of Vermont ‏ (5 يناير 2017 – ) وانتخب عضو مجلس نواب فيرمونت ‏.